# 拉维耶维尔
拉维耶维尔（法語：Laviéville，法語發音：[lavjevil]）是法国上法蘭西大區索姆省的一个市镇，属于佩罗讷区。

## 地理
拉维耶维尔（49°59'28"N, 2°34'33"E）面积2.15 平方千米，位于法国上法蘭西大區索姆省，该省份为法国北部沿海省份，北起加来海峡省和北部省，西接滨海塞纳省和大西洋英吉利海峡，南至瓦兹省，东临埃纳省。
与拉维耶维尔接壤的市镇（或旧市镇、城区）包括：布雷勒、昂克尔河畔比尔、埃南库尔、米朗库尔、昂克尔河畔里布蒙。

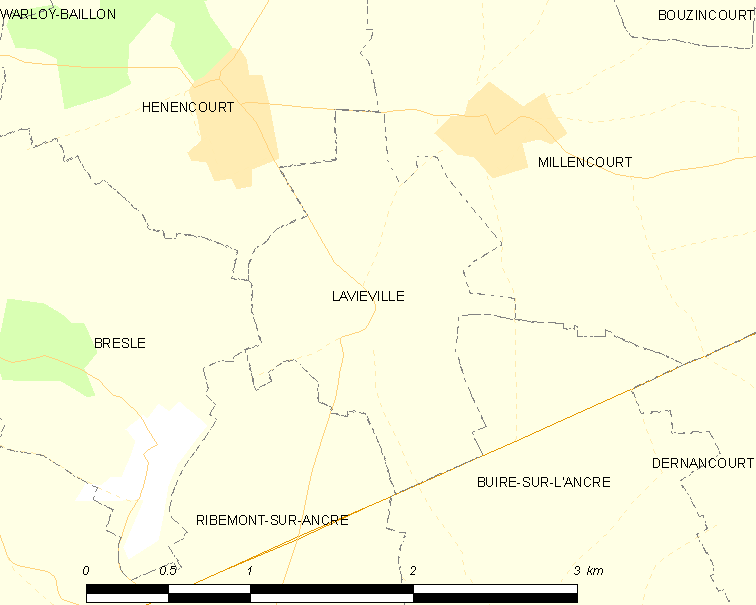
拉维耶维尔的OSM定位图

拉维耶维尔的时区为UTC+01:00、UTC+02:00（夏令时）。

## 行政
拉维耶维尔的邮政编码为80300，INSEE市镇编码为80468。

## 政治
拉维耶维尔所属的省级选区为阿尔贝县。

## 人口

1962-2008年间拉维耶维尔人口变化图示

拉维耶维尔于2022年1月1日时的人口数量为169人。